# Bíboros szivárványlóri
A bíboros szivárványlóri (Trichoglossus rubiginosus), korábban cseresznyelóri vagy meggyszínű lóri, a madarak (Aves) osztályának a papagájalakúak (Psittaciformes) rendjéhez, és a szakállaspapagáj-félék (Psittaculidae) családjába, azon belül a lóriformák (Loriinae) alcsaládjába tartozó faj.

## Előfordulása
Mikronézia területén honos, ahol a Pohnpei szigetcsoport esőerdeiben él.

## Megjelenése
Testhossza 24 centiméter.